# Königliches Landgericht Wurzen
Das Königliche Gericht Wurzen war ein Gericht im Königreich Sachsen mit Sitz in Wurzen.

## Geschichte
Die Abschaffung der Patrimonialgerichtsbarkeit wurde im 19. Jahrhundert intensiv diskutiert. Die Stadt Wurzen verfügte seit 1749 über die Obergerichtsbarkeit. Auf der Versammlung des größeren Bürgerausschusses am 23. November 1839 wurde die Abgabe dieses Rechts an den Staat diskutiert. Auslöser war, dass die Kosten des städtischen Gerichtes mit 1400 Talern die Einnahmen aus Sporteln von 700 Talern deutlich überstiegen. Am 30. Oktober 1840 fanden die entscheidenden Verhandlungen der Kreisdirektion Leipzig und Mitglieder des Stadtrats und des größeren Bürgerausschusses von Wurzen. Als Ergebnis wurde vereinbart, die städtische Ober- und Erbgerichtsbarkeit sowie der Sicherheitspolizeipflege an den Staat zu übertragen. Sitz des Gerichtes sollte Wurzen bleiben, für den Fall der Verlegung des Gerichtes sollte das Gerichtsrecht wieder an die Stadt zurückfallen. Am 5. April 1841 wurde das Königliche Gericht Wurzen eröffnet, welches die Gerichtsfunktion der Stadt übernahm.
1843 konnte das Gericht noch die Rechtsprechung des Domkapitelgerichtes zu Wurzen übernehmen. In den folgenden Jahren wurden weitere Patrimonialgerichte aufgehoben und dem Königlichen Gericht zugeordnet. Dies waren am 28. August 1848 das Rittergut Nischwitz, am 12. März 1849 das Rittergut Püchau, am 8. Mai 1849 das Rittergut Thallwitz, das Rittergut Ochsensaal, das Rittergut Falkenhain, das Rittergut Hohburg, das Rittergut Thammenhain, das Rittergut Roitzsch, das Rittergut Schmölen und das Pfarrdotalgericht Thallwitz, am 26. März 1850 das Rittergut Börln, am 24. Januar 1850 das Erb- und Allodialgut Machern, am 24. Januar 1850 das Erb- und Allodialgut Zeititz, am 4. März 1850 das Rittergut Ober- und Unternitzschka, am 14. November 1850 das Erb- und Allodialgut Voigtshain, am 23. April 1852 das Mannlehngut Großzschepa und das Rittergut Zschorna, am 9. Juli 1853 das Erb- und Allodialgut Kühnitzsch mit Watzschwitz und Zwochau und das Erb- und Allodialgut Müglenz, am 30. Juni 1853 das Erb- und Allodialgut Mühlbach und das Erb- und Allodialgut Burkartshain, am 22. Dezember 1855 das Domkapitel u. Kapiteldekanat Wurzen, am 19. November 1855 den Sattelhof Pausitz, am 20. November 1855 das Rittergut Collmen und das Rittergut Röcknitz mit Treben, am 21. November 1855 den Steinhof Wurzen, am 11. Januar 1856 das Rittergut Heyda sowie am 14. April 1856 das Rittergut Streuben.
Zum 1. Oktober 1856 wurde das Königliche Gericht Wurzen aufgehoben und seine Aufgaben dem Gerichtsamt Wurzen übertragen.

## Gerichtsgebäude

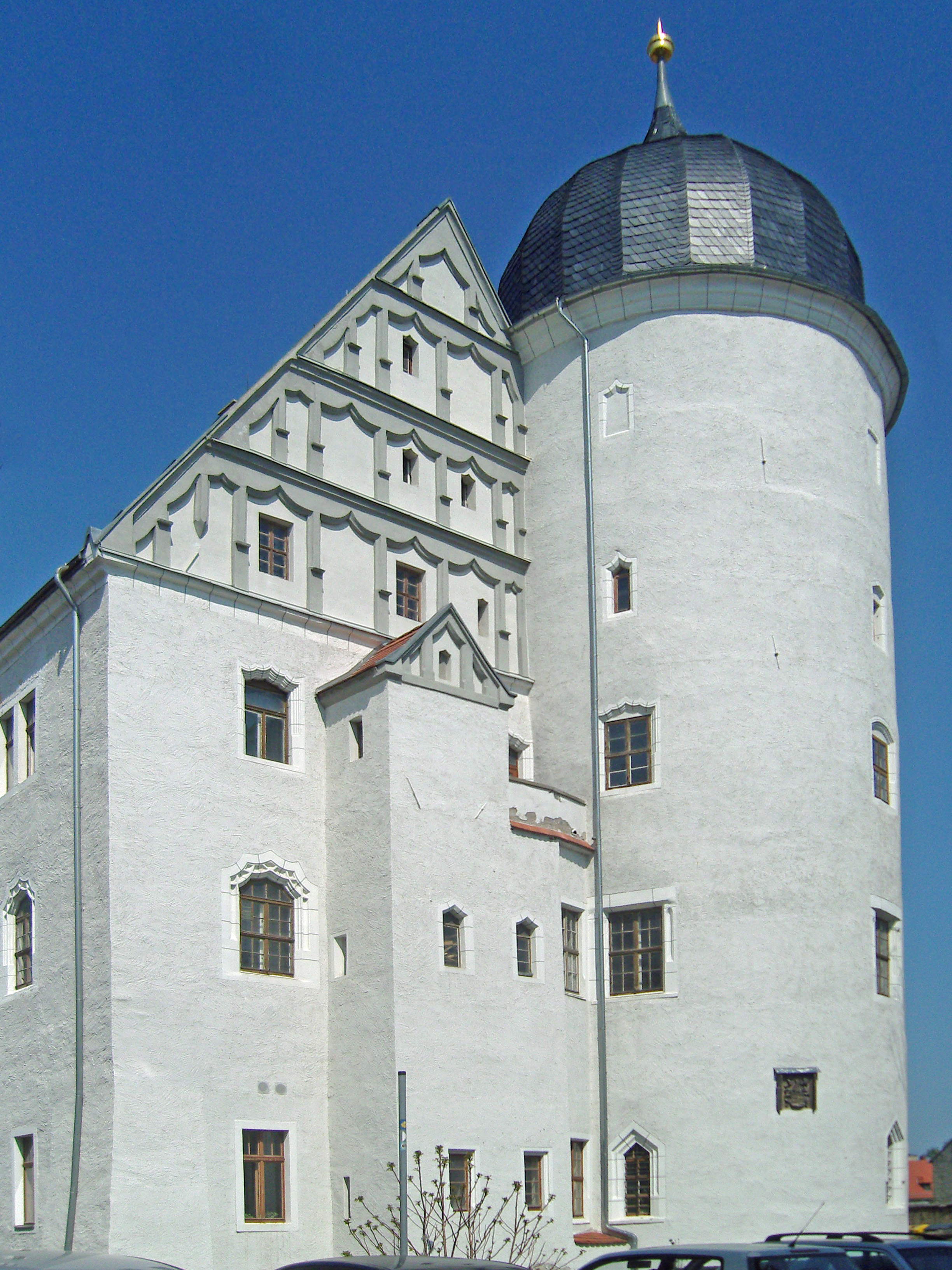
Schloss Wurzen

Des Königliche Landgericht Wurzen nutzte das Schloss Wurzen, das vor 1856 vom Stiftsamt Wurzen genutzt wurde. Das Schloss Wurzen wurde später vom Amtsgericht genutzt. Es steht unter Denkmalschutz.

## Richter
Direktoren des Landgerichts waren:
- 1841–1843: Friedrich Robert von Criegern
- 1843–1851: Gottlob August Schreiber
- 1851–1856: Heinrich Johann Wilhelm Nathusius